# Legenda (hajó)
A Legenda Moszkva típusú folyami motoros személyhajó, amely a Dunán üzemel városnéző hajóként.

## Története
A Moszkva típusú (R–51) hajót 1976-ban építették a  Moszkvai Hajóépítő és Hajójavító Üzemben, ez volt a sorozat 43. egysége. Elkészülése után 2002-ig Ukrajnában üzemeltet Kavkaz néven. 2002-ben az Ukrán Folyamhajózási Vállalat (Ukrrecsflot) a hajót eladta a magyarországi Monarchia Kft.-nek, amely a Dunán Monarchia II néven állította üzembe. 2004-ben a Legenda Kft.-hez került és átnevezték Legenda névre. Magyarországon a főgépeit lecserélték Volvo Penta dízelmotorokra. Emellett a felépítményét is átalakították, az első szint panoráma üvegezést kapott. A hajót városnézésre használják a Dunán.